# St. Lambertus (Höngen)

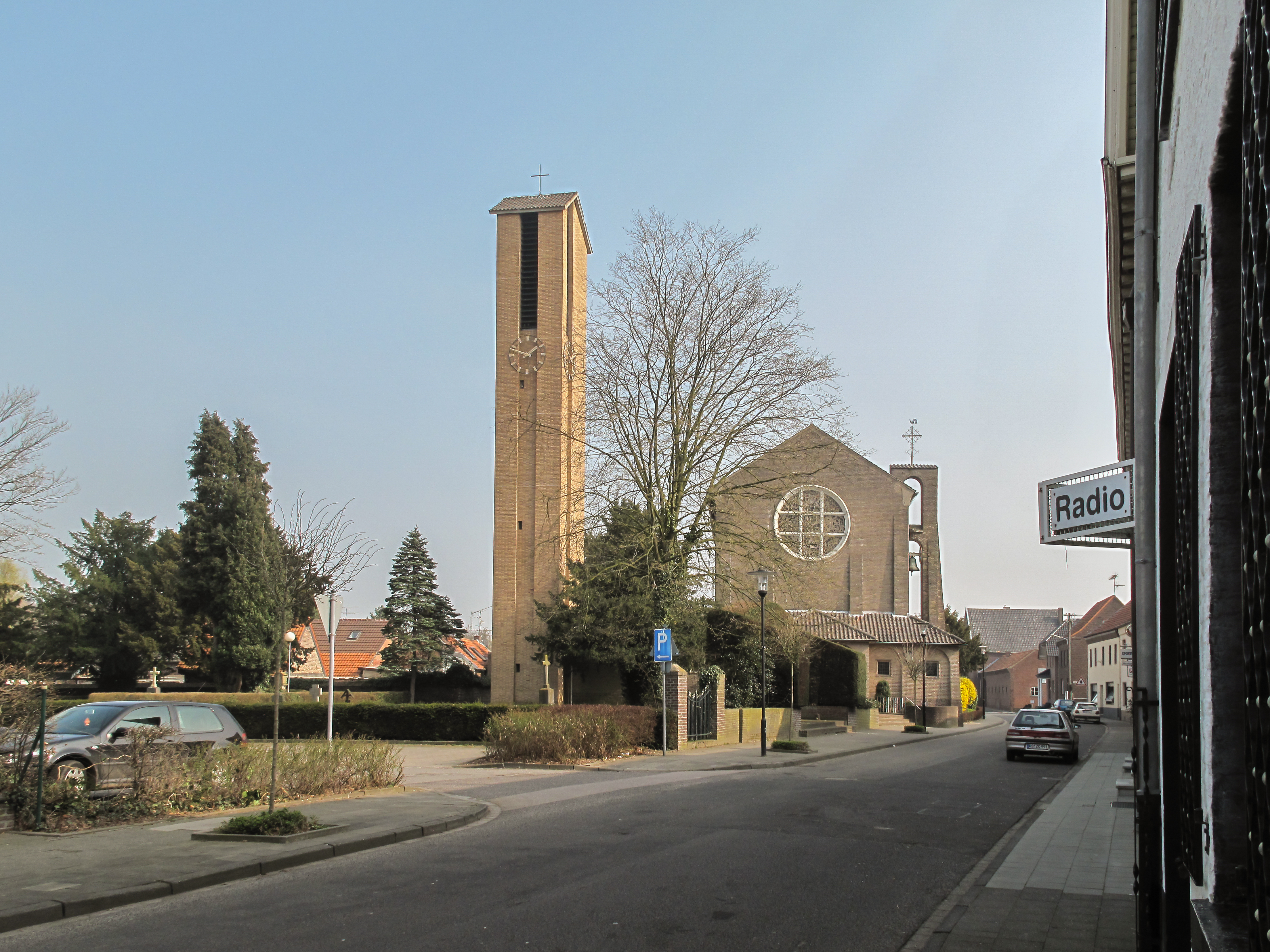
St. Lambertus in Höngen

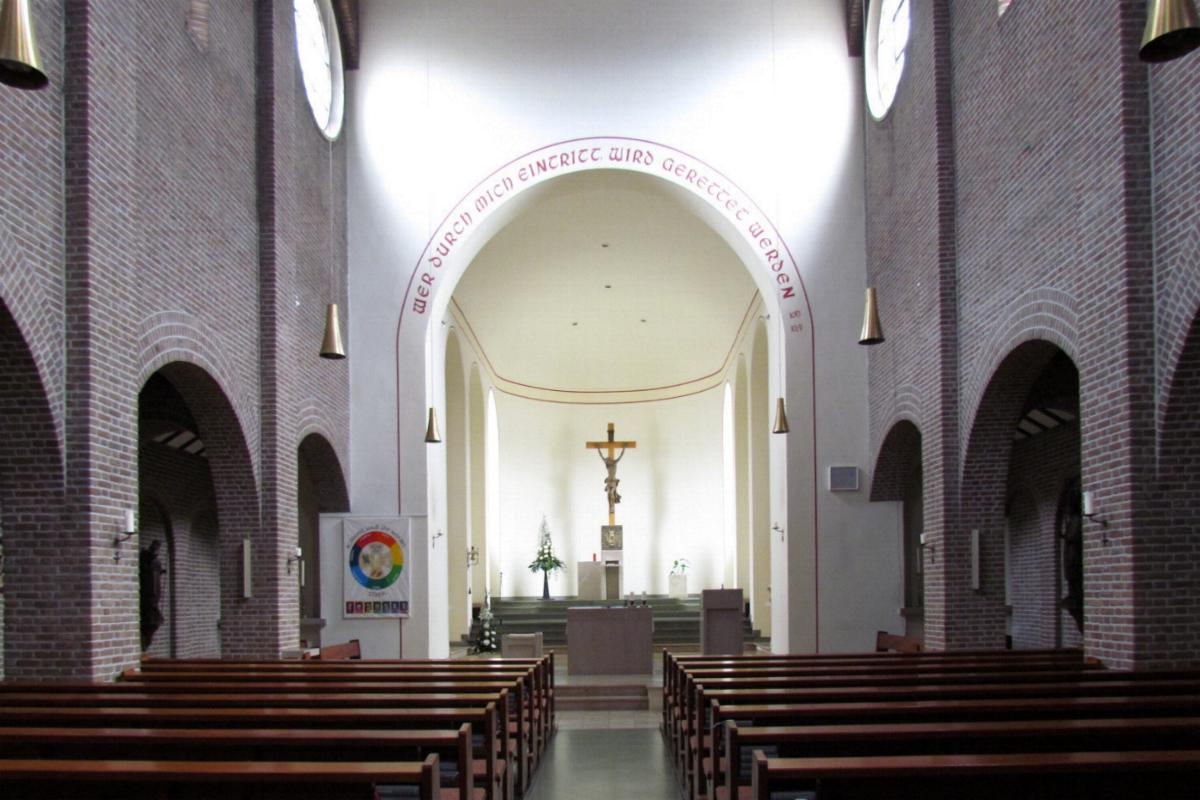
Innenraum

St. Lambertus ist eine römisch-katholische Pfarrkirche in Höngen, einem Ortsteil der Gemeinde Selfkant im Kreis Heinsberg in Nordrhein-Westfalen. Sie wurde 1952 nach Plänen von Gerard Snelders erbaut.
Die Kirche steht unter dem Patrozinium des hl. Lambert von Lüttich und ist unter Nummer 11 in die Liste der Baudenkmäler in Selfkant eingetragen.
Zur Pfarre zählen neben Höngen auch der Weiler Bruch, Großwehrhagen mit der Kapelle St. Mariä Empfängnis und Kleinwehrhagen mit der Kapelle Königin des Rosenkranzes.

## Geschichte
Im Mittelalter gehörte Höngen zur Pfarre Gangelt, aber schon 1277 hatte die schon um das Jahr 1000 bestehende Kirche in Höngen alle Pfarrrechte erhalten. 1279 wurde die Pfarre dem Pfarrer von Heinsberg, dem Gangolfstift Heinsberg und dem Pfarrer von Gangelt inkorporiert. Das Kollationsrecht hatte zunächst der Archidiakon von Kempenland, später ging dieses Recht auf das Gangolfstift in Heinsberg über. Um 1533 trat der damalige Vikar an St. Lambertus im Zuge der Reformation mit fast der gesamten Gemeinde zu den Wiedertäufern über. In einem Visitationsbericht von 1559 wird berichtet, dass die Wiedertäufer seit einem Jahr „verlauffen“ seien. Höngen blieb katholisch.
Über die ursprüngliche Kirche ist bekannt, dass sie aus Bruch- und Backsteinmauerwerk bestand und einen hölzernen Glockenturm hatte. 1790 erhielt diese Kirche einen neuen Chor. Anfang des 19. Jahrhunderts wurde die Kirche zusehends baufällig, weshalb ein vollständiger Neubau notwendig wurde. So beauftragte die Gemeinde 1819 den Aachener Architekten Johann Baptist Cremer mit der Planung einer neuen Kirche im Stil des Klassizismus. Diese Pläne wurden schließlich zwischen 1832 und 1833 umgesetzt. Die alte Kirche wurde zwischenzeitlich abgerissen. 1863 fertigte der ebenfalls in Aachen ansässige Architekt Johann Burkart Pläne zum Umbau der Kirche und dem Bau eines neuen Chores an. 1866 waren die Arbeiten vollendet.
In Folge des Zweiten Weltkriegs wurde St. Lambertus zwischen September 1944 und Januar 1945 bis auf den Chor zerstört. Unter Einbeziehung des erhalten gebliebenen Chorraums wurde 1952 das heutige Gotteshaus nach Plänen des Maastrichter Architekten Gerard Snelders erbaut. Die feierliche Kirchweihe war am 23. November 1952.

## Baubeschreibung
St. Lambertus ist eine dreischiffige und sechsachsige Basilika aus Backsteinen in Formen der Nachkriegsmoderne mit dreiseitig geschlossenem Chor und schmalem offenen Glockenturm.

## Ausstattung
Die farbenprächtigen Buntglasfenster sind Werke des Bundener Künstlers Daan Wildschut aus dem Jahr 1952. Die Orgel aus dem Jahr 1953 schuf die Orgelbauanstalt Georg Stahlhuth aus Aachen. Das Instrument verfügt über 20 Register auf zwei Manuale un Pedal verteilt.

## Pfarrer
Folgende Priester wirkten bislang als Pastor an St. Lambertus:
| von – bis | Name              |
| --------- | ----------------- |
| 1920–1947 | Wilhelm Meising   |
| 1947–1975 | Josef Klingelmann |
| 1975–1980 | Klaus Buyel       |
| 1981–1982 | Lothar Erens      |
| 1982–1986 | Vakant            |
| 1986–1996 | Johannes Sczyrba  |
| Seit ?    | Roland Bohnen     |